# Anna (moneda)

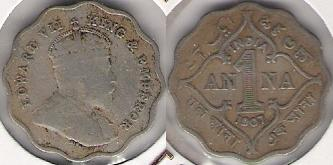
Moneda d'1 anna índia, encunyada el 1907

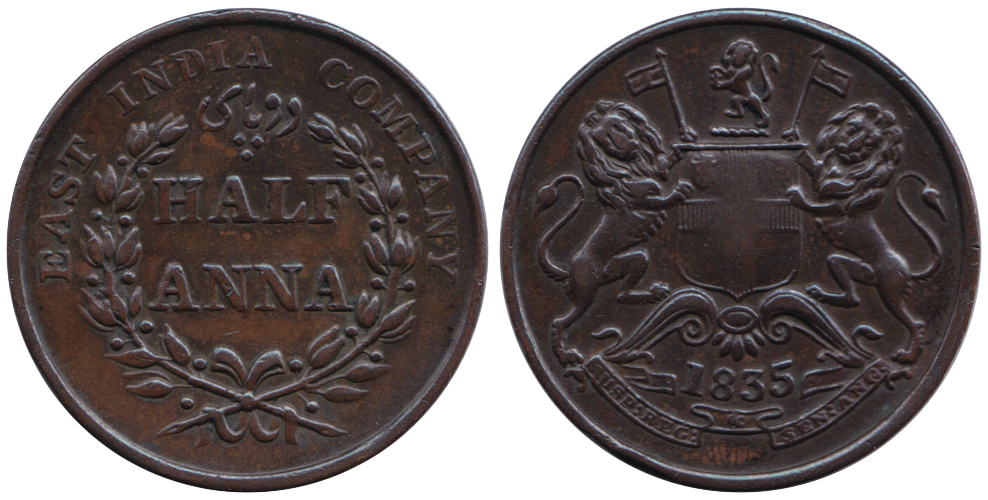
Moneda de mitja anna, encunyada Companyia Britànica de les Índies Orientals el 1835. Coure.

L'anna (de l'hindustànic आना ānā) era una moneda antiga utilitzada a l'Índia Britànica, que equivalia a 1/16 part de la rupia índia. Va ser encunyada el 1906 sota el domini britànic en coure-níquel. L'anna se subdividia en quatre paises o en 12 pais, per tant una rupia constava de 64 paises i 192 pais. El terme pertany al sistema monetari musulmà.
L'anna es va utilitzar a l'Índia Britànica fins que la moneda índia es va decimalitzar el 1957. La rupia pakistanesa es va dividir en annes fins al 1961. Després va sorgir la rupia de Sri Lanka, que només va utilitzar aquesta divisió durant un breu període fins a la decimalització del 1969.
De vegades, la moneda de 50 paises es coneix col·loquialment com 8 annes (atthanni en hindi i urdú; ettu ānā, que es pronuncia etna, en tàmil i malaiàlam; entu aane, pronunciat entèin, en kanara) i 25 paises com com 4 annes (chawanni en hindi i urdú; naal ānā, que es pronuncia neelna, en tàmil i malaiàlam; naalku aane, pronunciat com naalkane, en kanara).
Hi havia monedes d'una anna, de cuproníquel, i també de mitja anna (de coure) i de dues annes (d'argent).

## Equivalències
- 3 pais = 1 paisa
- 4 paises = 1 anna
- 16 annes = 1 rupia
- 15 rupies = 1 mohur